# Seven de Escocia 2009
El Seven de Escocia de 2009 fue la tercera edición del torneo escocés de rugby 7, fue el octavo y último torneo de la temporada 2008-09 de la Serie Mundial Masculina de Rugby 7.
Se disputó en la instalaciones del Murrayfield Stadium de Edimburgo.

## Fase de grupos

### Grupo A
| Equipo         | Encuentros | Encuentros | Encuentros | Encuentros | Tantos  | Tantos    | Tantos     | Puntos |
| Equipo         | jugados    | ganados    | empatados  | perdidos   | a favor | en contra | diferencia | Puntos |
| -------------- | ---------- | ---------- | ---------- | ---------- | ------- | --------- | ---------- | ------ |
| Sudáfrica      | 3          | 3          | 0          | 0          | 81      | 27        | +54        | 9      |
| Nueva Zelanda  | 3          | 2          | 0          | 1          | 63      | 24        | +39        | 7      |
| Francia        | 3          | 1          | 0          | 2          | 41      | 60        | -19        | 5      |
| Estados Unidos | 3          | 0          | 0          | 3          | 15      | 89        | -74        | 3      |

Nota: Se otorgan 3 puntos al equipo que gane un partido, 2 al que empate y 1 al que pierda

### Grupo B
| Equipo    | Encuentros | Encuentros | Encuentros | Encuentros | Tantos  | Tantos    | Tantos     | Puntos |
| Equipo    | jugados    | ganados    | empatados  | perdidos   | a favor | en contra | diferencia | Puntos |
| --------- | ---------- | ---------- | ---------- | ---------- | ------- | --------- | ---------- | ------ |
| Fiyi      | 3          | 3          | 0          | 0          | 107     | 26        | +81        | 9      |
| Australia | 3          | 2          | 0          | 1          | 72      | 33        | +39        | 7      |
| Portugal  | 3          | 1          | 0          | 2          | 40      | 80        | -40        | 5      |
| España    | 3          | 0          | 0          | 3          | 7       | 54        | -90        | 3      |

### Grupo C
| Equipo     | Encuentros | Encuentros | Encuentros | Encuentros | Tantos  | Tantos    | Tantos     | Puntos |
| Equipo     | jugados    | ganados    | empatados  | perdidos   | a favor | en contra | diferencia | Puntos |
| ---------- | ---------- | ---------- | ---------- | ---------- | ------- | --------- | ---------- | ------ |
| Kenia      | 3          | 3          | 0          | 0          | 78      | 31        | +47        | 9      |
| Escocia    | 3          | 2          | 0          | 1          | 66      | 44        | +22        | 7      |
| Inglaterra | 3          | 1          | 0          | 2          | 57      | 66        | -9         | 5      |
| Canadá     | 3          | 0          | 0          | 3          | 17      | 87        | -70        | 3      |

### Grupo D
| Equipo    | Encuentros | Encuentros | Encuentros | Encuentros | Tantos  | Tantos    | Tantos     | Puntos |
| Equipo    | jugados    | ganados    | empatados  | perdidos   | a favor | en contra | diferencia | Puntos |
| --------- | ---------- | ---------- | ---------- | ---------- | ------- | --------- | ---------- | ------ |
| Samoa     | 3          | 3          | 0          | 0          | 101     | 28        | +73        | 9      |
| Gales     | 3          | 2          | 0          | 1          | 83      | 45        | +38        | 7      |
| Argentina | 3          | 1          | 0          | 2          | 78      | 61        | +17        | 5      |
| Georgia   | 3          | 0          | 0          | 3          | 14      | 142       | -128       | 3      |

## Fase Final

### Cuartos de final
| 31 de mayo | Sudáfrica | 17 - 7 | Australia |  |  |

| 31 de mayo | Samoa | 12 - 14 | Escocia |  |  |

| 31 de mayo | Gales | 19 - 7 | Kenia |  |  |

| 31 de mayo | Fiyi | 26 - 19 | Nueva Zelanda |  |  |

### Semifinal
| 31 de mayo | Sudáfrica | 26 - 21 | Escocia |  |  |

| 31 de mayo | Gales | 14 - 28 | Fiyi |  |  |

### Final
| 31 de mayo | Sudáfrica | 19 - 20 | Fiyi |  |  |

| Bandera de Fiyi        |
| Campeón Fiyi           |
| 2º título del circuito |